# 八戸市立江陽中学校
八戸市立江陽中学校（はちのへしりつこうようちゅうがっこう）は、青森県八戸市江陽にある公立中学校。

## 沿革
- 1966年（昭和41年）
  - 4月1日 - 第二中学校と第三中学校の学区改正[1]により、八戸市立江陽中学校として開校。二中校舎・三中校舎を使用。
  - 4月7日 - 第1回入学式挙行[1]。
- 1967年（昭和42年）4月1日 - 独立校舎に移転[1]し、校訓・校歌・校章・女子制服を制定、校旗樹立。
- 1985年（昭和60年）9月28日 - 創立20周年記念式典並びに校舎落成記念式典を挙行。
- 2013年（平成25年）2月12日 - キャリア教育の実践が評価され、八戸市教育委員会より表彰を受ける。
- 2016年（平成28年）11月10日 - 創立50周年記念式典挙行。

## 生徒数
2022年（令和4年）5月1日時点。
| 学年 | 1年 | 2年 | 3年 | 特別支援   | 合計 |
| ---- | --- | --- | --- | ---------- | ---- |
| 学級 | 1   | 1   | 1   | 1          | 4    |
| 生徒 | 33  | 35  | 37  | 4 （内数） | 105  |

### この節の出典
- Gaccom八戸市立江陽中学校（生徒数）
- 下記「参考文献」にある「学校カルテ（江陽中学校）」。

## 部活動
- サッカー部
- ソフトテニス部
- バスケットボール部
- 陸上競技部
- 吹奏楽部
- 総合文化部

## 通学区域
八戸市立江陽小学校の通学区域
- 新栄町
- 工場街
- 双葉町
- 入舟町
- 入江町
- 北斗町
- 舟見町
- 江陽町
- 江陽1丁目
- 江陽2丁目
- 江陽4丁目（第一）
- 江陽5丁目（第一・中央）